# Bratkivți, Strîi
Bratkivți (în ucraineană Братківці) este o comună în raionul Strîi, regiunea Liov, Ucraina, formată numai din satul de reședință.

## Demografie
Componența lingvistică a comunei Bratkivți
     Ucraineană (99,71%)
     Alte limbi (0,29%)
Conform recensământului din 2001, majoritatea populației comunei Bratkivți era vorbitoare de ucraineană (99,71%), existând în minoritate și vorbitori de alte limbi.